# Dunolly
Dunolly est une ville du Comté des Central Goldfields dans l'état de Victoria en Australie.
La ville a été créée lors de la ruée vers l'or au Victoria.
Sa population était de 969 habitants en 2006 et de 893 habitants en 2016.